# Sergei Alexandrowitsch Klimow
Sergei Alexandrowitsch Klimow (russisch Сергей Александрович Климов; * 7. Juli 1980 in Leningrad) ist ein ehemaliger russischer Radrennfahrer.

## Karriere
Sergei Klimow wurde 1998 Junioren-Weltmeister im Punktefahren auf der Bahn. Im Erwachsenenbereich gewann er Bahnrad-Weltcup-Läufe in der Mannschaftsverfolgung 2002, 2003 und 2006 sowie im Punktefahren 2007. Bei den Olympischen Spielen 2000 belegte er mit seinem Team Platz acht in der Mannschaftsverfolgung.
Auf der Straße gewann Klimow 2001 eine Etappe der Tour de Normandie und 2013 eine der Five Rings of Moscow. Er bestritt den Giro d’Italia in den Jahren 2008, 2009 und 2010. Er beendet diese Rundfahrten auf den Rängen 110, 137 und 94.

## Erfolge
| 1998 - Weltmeister – Punktefahren (Junioren) 2002 - Weltcup Moskau – Mannschaftsverfolgung 2003 - Weltcup Moskau – Mannschaftsverfolgung 2006 - Weltcup Los Angeles – Mannschaftsverfolgung 2007 - Weltcup Manchester – Punktefahren | 2001 - eine Etappe Tour de Normandie 2008 - Mannschaftszeitfahren Settimana Ciclistica Lombarda 2010 - Mannschaftszeitfahren Burgos-Rundfahrt 2013 - eine Etappe Five Rings of Moscow |

## Teams
- 2001–2002 Itera
- 2003–2005 Lokomotiv
- 2006 Tinkoff Restaurants
- 2007–2008 Tinkoff Credit Systems
- 2009–2010 Team Katusha
- 2012–2014 RusVelo